# جامار وول
جامار وول (بالإنجليزية: Jamar Wall) هو لاعب كرة قدم أمريكية أمريكي، ولد في 10 يناير 1988 في بلينفيو في الولايات المتحدة.